# Hong Kong Council of the Church of Christ in China
Hong Kong Council of the Church of Christ in China is de koepelorganisatie van protestantse kerken in Hongkong. De kerken bestaan uit de protestantse denominaties congregationalisme en presbyterianisme. Deze omvatten onder andere de London Missionary Society en British Baptist Missionary Society. Niet alle protestantse kerken (zoals de Angelicaanse Kerk) van Hongkong zijn lid van de koepelorganisatie.
De council is een van de organen die protestants onderwijs (van peuterspeelzaal tot universiteit) in Hongkong bekostigt.
In 1953 werd de Council opgericht. Het was een tijd waar Chinese communisten op het Chinese Vasteland de macht van de kerk zo veel mogelijk wilde beperken. Het is de opvolger van Church of Christ in China, Guangdong, Zesde Council (中華基督教會廣東協會第六區會). De Hongkongse organisatie veranderde haar naam en het werd een op zichzelfde staande Council, omdat het contact met de Church of Christ in China, Guangdong (中華基督教會廣東協會) vrijwel onmogelijk meer was door de isolatie die door de communisten ontstond.